# Melchor de Talamantes
Melchor de Talamantes o Melchor de Talamantes Salvador y Baeza (Lima, Perú, 10 de enero de 1765 - San Juan de Ulúa, Veracruz, 9 de mayo de 1809) fue un fraile mercedario peruano de pensamiento liberal.
Participó en la Junta de Gobierno de México durante 1808, propuso al igual que los criollos del Ayuntamiento la formación de un Congreso, sus ideas vanguardistas, pretendían una autonomía de la colonia. Es reconocido como precursor de la Independencia de México.

## Estudios
Sus primeros años de educación entre 1775 y 1779, estuvieron a cargo de fray Manuel de Alcocer. Ese último año, ingresó a la Orden de la Merced, en el Colegio San Pedro Nolasco estudió filosofía y teología emitiendo sus votos en 1781. Impartió clases de estos mismos estudios durante seis años, se ordenó sacerdote en 1789. En la Universidad de San Marcos fue regente de la cátedra de Teología. Durante dos años, fue asistente del virrey del Perú Francisco Gil de Taboada. Talamantes fue influenciado por la corriente de pensamiento de la Ilustración, durante ese período conoció a José Baquíjano y Carrillo, Toribio Rodríguez de Mendoza e Hipólito Unanue.

## Viaje a Nueva España
El 20 de septiembre de 1798, Melchor de Talamantes obtuvo licencia para viajar a España, sus planes eran votar en un capítulo general y arreglar asuntos familiares. Zarpó del Callao y arribó al puerto de Acapulco el 26 de noviembre de 1799. Durante esa época España mantenía una guerra contra Gran Bretaña a consecuencia del Tratado de San Ildefonso, por tal motivo el fraile mercedario tenía intenciones de esperar algún tiempo en la Nueva España, y continuar su viaje cuando terminase el conflicto bélico. Pero muy pronto entabló relaciones amistosas con los hombres más distinguidos de la sociedad novohispana y decidió quedarse.

## Sermones religiosos
El 28 de marzo de 1800 pronunció el Sermón político moral en la capilla mayor del palacio del virrey. Durante el siglo XVIII y principios del XIX en Nueva España, al igual que en Europa, existió una disputa teológica al respecto del problema de arrepentimiento en el sacramento de la penitencia o confesión. De acuerdo al Concilio de Trento, el penitente debería acercarse a la confesión con dolor en el alma y aborrecimiento de pecado. Pero existían dos vertientes, los contricionistas que opinaban que para realizar el sacramento se requería un amor inicial de caridad a Dios mezclado con temor. Y por otra parte, los atricionistas cuyo punto de vista era que no se requería otro amor más que aquel con que se ama a Dios por los bienes que otorga. Los frailes dominicos eran partidarios del contricionismo y los carmelitas del atricionismo. 
En 1801, tras cuatro años de censura, fray Antonio de San Fermín publicó un tratado llamado Homo attritus, en el cual se pronunciaba por el atricionismo y criticaba al contricionismo. Los dominicos publicaron una réplica y en diciembre del mismo año fray Ramón de Casaús desacreditó a San Fermín. Ante la ausencia de este último, solo el canónigo José Mariano Beristáin de Souza defendió la visión del atricionismo. Al año siguiente San Fermín publicó una aplogía bajo el nombre de Defensa del Homo attritus, pero nuevamente fue censurado.
Los carmelitas buscaron apoyo en diferentes personas, entre ellos fray Melchor de Talamantes. Así, el 15 de octubre de 1802 el fraile mercedario pronunció en la iglesia del Carmen de México el Panegírico de la gloriosa Virgen y doctora Santa Teresa de Jesús. Se trata de un sermón ortodoxo que no contradice ningún dogma, describe a Teresa de Jesús firme en su tribulación, animosa en sus resoluciones e ilustrada en sus documentos: «una firmeza de ánimo que no se rinde por la gravedad de los males; una generosidad heroica que se enciende por la dificultad de la obras; una sabiduría en las palabras, que esparece luz donde quiera que se perciben».Terminado el sermón, Talamantes criticó a los contricionistas y a fray Ramón de Casaús. Nuevamente Beristáin apoyó a los carmelitas y autorizó la impresión del sermón, del que se refirió como «una pieza oratoria de las más completas que se han dicho en nuestros púlpitos». El Panegírico de Santa Teresa es considerado uno de los mejores modelos del sermón neoclásico. Los ánimos se calmaron y tiempo después, tanto Casaús como San Fermín fueron nombrados obispos. Por su parte, a Talamantes se le reconoció como un distinguido orador, el 18 de noviembre de 1803 pronunció la Oración fúnebre en las exequias de los soldados españoles muertos en la guerra.

## Participaciones en el gobierno de la Nueva España
La fama adquirida, le permitió acercarse a los miembros del Ayuntamiento. Así mismo, entabló relaciones con el dominicano Jacobo de Villaurrutia, quien era el único oidor criollo de la Real Audiencia y director del Diario de México. El oidor nombró a Talamantes censor del diario, y comenzó entonces a participar en tertulias literarias con el marqués de Guardiola, con Manuel Alejandro de Acevedo y Cosío (marqués de Uluapa) y el relojero de Blasio. El 27 de enero de 1807 el virrey José de Iturrigaray le encomendó viajar al noreste de la Nueva España y establecer los límites de la frontera de la Luisiana y Texas, pero su labor fue interrumpida por los acontecimientos en Europa, sería el padre José Pichardo quien terminaría la investigación años más tarde. No obstante, el avance de los trabajos de Talamantes quedó plasmado en el manuscrito Plan de límites de Texas y demás dominios de Su Majestad en la América septentrional española, en donde expresó su preocupación vaticinando lo que sucedería treinta años después: 

«Es de muy temer que los ingleses, que no conocen límites en su ambición y mala fe, tampoco quieran conocerlos en sus posesiones y que si la España no se aprovecha prontamente de las proporciones que se le presentan se vea despojada con el tiempo de la provincia de Texas, abriendo las puertas de sus preciosos dominios a unos vecinos inquietos, turbulentos y demasiado formidables por sus miras ambiciosas»
Melchor de Talamantes

De regreso en la Ciudad de México, se enteró de la invasión francesa a España, participó activamente para organizar una Junta de Gobierno.  El 8 de julio de 1808 las noticias del motín de Aranjuez fueron conocidas en la ciudad. Por sus conocimientos de las fronteras, el virrey le solicitó  formar un plan de defensa para los territorios españoles.  Militarmente, Nueva España no se encontraba preparada para su defensa, una compañía se encontraba en San Juan de Ulúa, dos regimientos de dragones en Jalapa, y otros efectivos estaban desplazados en las provincias de Nuevo Santander y Nuevo León

## Junta de Gobierno y golpe de Estado

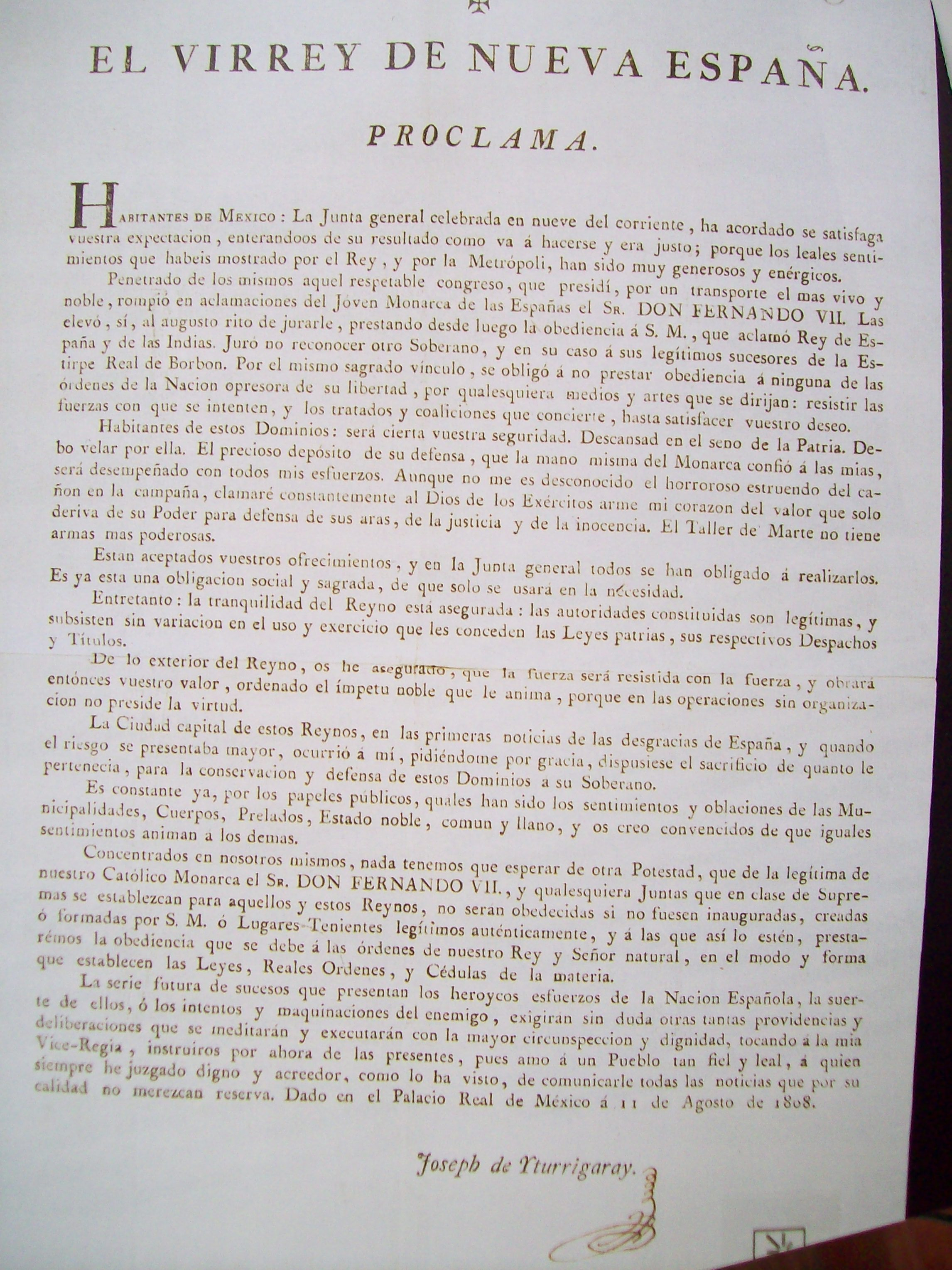
Proclama del virrey Iturrigaray del 11 de agosto de 1808.

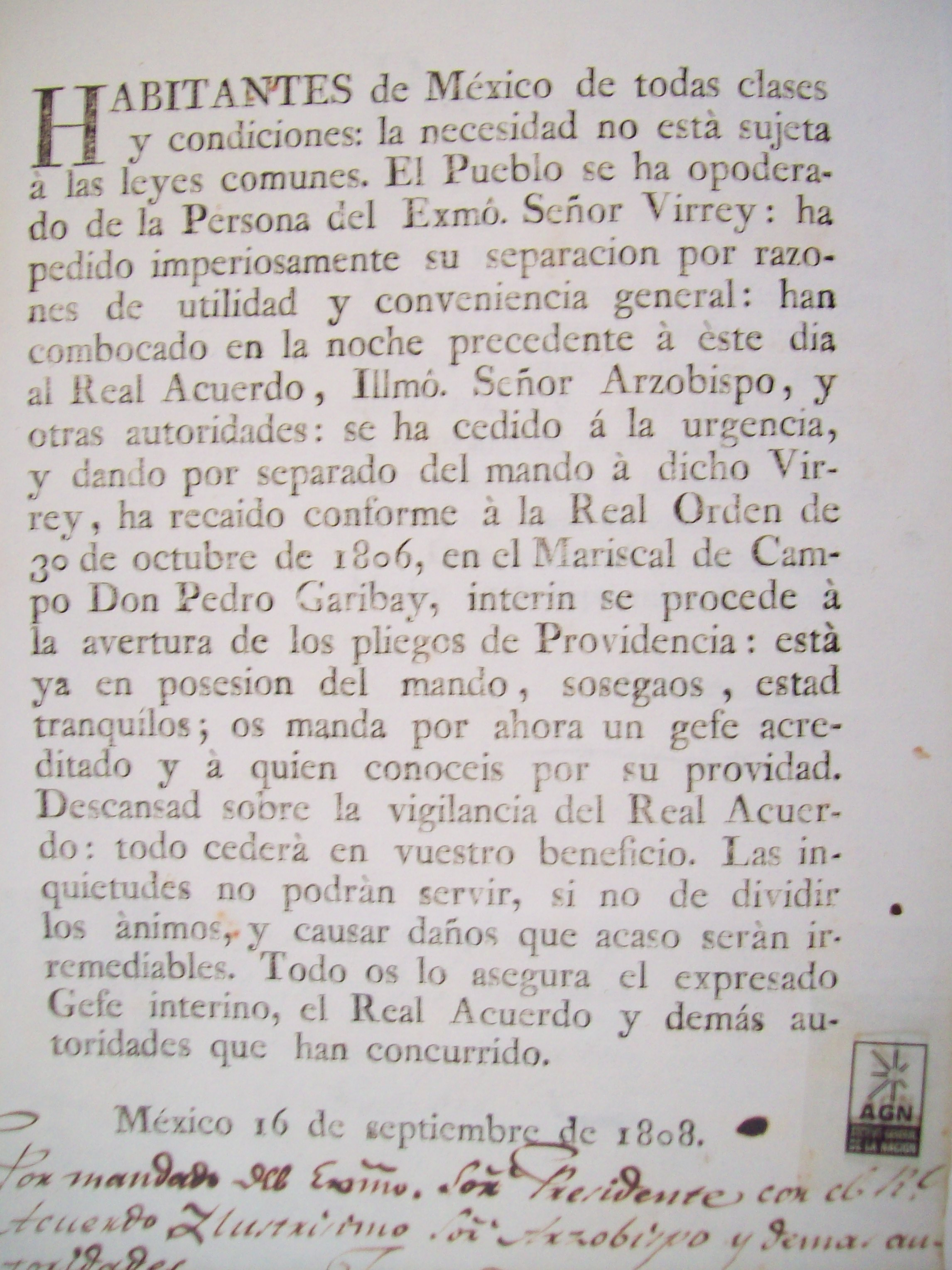
Bando del 16 de septiembre de 1808, en el cual se anuncia a la población de Nueva España la deposición del virrey Iturrigaray y el nombramiento de Pedro Garibay como sustituto.

En España las abdicaciones de Bayona a favor de Napoleón Bonaparte provocaron un estado de vacatio regis al que el Imperio español nunca se había enfrentado, ante esta situación el pueblo español tomó la iniciativa de organizarse mediante juntas provinciales. Mientras tanto, en la Nueva España, los integrantes del Ayuntamiento pidieron al virrey José de Iturrigaray hacer lo mismo.  Melchor de Talamantes, colaboró en la organización preparando varios manuscritos, los cuales firmó bajo los seudónimos de «Toribio Marcelino Fardanay» e «Yrsa».  Las primeras reuniones se celebraron a mediados de julio, todos los participantes coincidieron en reconocer la autoridad de Fernando VII, pero debido a su ausencia se debatía seguir o no la autoridad de las Juntas de Sevilla y Oviedo que fueron las primeras en organizarse. Iturrigaray decidió convocar la Junta de Gobierno de México el 5 de agosto, y citó a la primera reunión el 9 de agosto con el fin de lograr los primeros acuerdos.
Las opiniones se encontraban divididas. Por una parte la de los españoles peninsulares («gachupines» o «chapetones»), entre ellos, los integrantes de la Real Audiencia, el regente Pedro Catani, el oidor decano Guillermo Aguirre y Viana, el oidor Ciriaco González Carvajal, el fiscal de la Real Hacienda, Francisco Javier de Borbón, el fiscal de lo Civil, Ambrosio de Sagarzurieta, el fiscal del Crimen Francisco Robledo y el oidor Miguel Bataller; además del provisor del Arzobispado Pedro Fonte, y el inquisidor Bernardo Prado y Obejero. Este partido opinaba que el estado de indefinición no cambiaba en nada la situación de la colonia, pues seguramente era un trance pasajero y que lo conveniente sería obedecer a la Metrópoli.  En contraparte, se encontraba los criollos, sus expositores máximos eran el síndico Francisco Primo de Verdad y Ramos, el regidor Juan Francisco Azcárate y Lezama y el auditor de guerra licenciado José Antonio de Cristo. Miembros y hacendados de los ayuntamientos de Jalapa y Veracruz, algunos gobernadores de las parcialidades de indios, entre ellos un presunto descendiente de Moctezuma Xocoyotzin, también respaldaban a los criollos.  El oidor Jacobo de Villaurrutia coincidió parcialmente con ellos. Primo de Verdad y Azcárate propusieron que ante la ausencia del monarca, la soberanía de la colonia debería quedar en manos del pueblo, el cual estaría representado por los diversos ayuntamientos, así como con los diputados de cabildos seculares y eclesiásticos, de esta forma la soberanía estaría delegada en un congreso. Villaurrutia propuso un congreso menos numeroso, representado por corporaciones civiles, eclesiásticas y militares.
El arzobispo Francisco Javier de Lizana y Beaumont eventualmente simpatizó con las propuestas de los criollos. El virrey José de Iturrigaray durante la acalorada reunión no tomó inicialmente partido, tal vez consideró que la creación del Congreso le permitiría extender su mandato, finalmente se decidió a publicar el día 13 de agosto en La Gaceta de México su proclama: «..nada tenemos que esperar de otra potestad que de la legítima de nuestro católico monarca el señor don Fernando VII, y cualesquiera juntas que en clase de supremas se establezcan para aquellos y estos reinos, no serán obedecidas si no fuesen inauguradas, creadas o formadas por S.M...»  La decisión del virrey fue vista con recelo por los peninsulares e hicieron un frente común en las subsecuentes reuniones para contrarrestar las ideas que sustentaban los criollos. En una de estas reuniones, Primo de Verdad refrendó su tesis, la soberanía debía recaer en el «pueblo», al terminar su discurso el oidor Aguirre le pidió aclarar a que «pueblo» se refería. El síndico le contestó que al de las «autoridades constituidas», Aguirre le replicó que «eso no era pueblo» y señaló a las parcialidades de indios que se encontraban presentes en la junta. A partir de ese momento la confusión fue general, el oidor Aguirre tildó de herética la posición de los criollos, el inquisidor Prado y Obejero declaró la tesis como un anatema, el arzobispo Lizana apoyó desde entonces a los peninsulares. La junta terminó sin llegar a ningún acuerdo definitivo, se empezaron a escuchar rumores de «república» e «independencia».
Los peninsulares residentes temerosos ante una posible revuelta de los pueblos originarios o de las posibles intenciones de Iturrigaray por proclamarse rey de la colonia, decidieron organizarse. El grupo se llamó los Patriotas de Fernando VII, fueron dirigidos por un hacendado español, Gabriel de Yermo, y tomaron por sorpresa la casa del virrey durante la noche del 15 de septiembre de 1808. Al mismo tiempo, se giraron órdenes para aprehender a Primo de Verdad, Azcárate y Talamantes.  Se eligió al octogenario capitán Pedro de Garibay como nuevo virrey interino, quien gobernó bajo los designios de la Real Audiencia.
Una vez depuesto Iturrigaray, el oidor Vidaurrieta puso a disposición de la Audiencia los cuadernos que habían preparado los criollos. En ellos figuraban documentos elaborados por Melchor de Talamantes.  A pesar de que estos documentos ya habían sido mostrados a Sagarzurieta fiscal de lo civil de la Real Audiencia, Pedro de Fonte y otros opositores a la formación del Congreso, consideraron que eran prueba suficiente para inculpar a Talamantes como autor intelectual y promotor principal de la emancipación de la Nueva España. La idea de Talamantes, era esencialmente manejar la soberanía en depósito, y utilizar su derecho de tutela para defender a la monarquía de manera independiente a las Juntas que se organizaban en España.

## Los manuscritos de Talamantes
Las ideas de Talamantes iban un paso adelante, a la tesis propuesta por Primo de Verdad y Azcárate. Dentro de los cuadernos decomisados, se encontraron:
I.- Congreso Nacional del Reyno de la Nueva España  fue  firmado con el seudónimo de «Toribio Marcelino Fardanay» el 23 de julio y su contenido fue presentado al ayuntamiento el 23 de agosto. En su dedicatoria señaló que «en ausencia del rey, la nación recobra inmediatamente su potestad legislativa, como todos los demás privilegios y derechos de la Corona», por otra parte, expuso sus ideas para proteger a los territorios de una posible invasión. Por estos motivos, propuso la formación de un Congreso Nacional. 
II.- Representación nacional de las colonias es un discurso filosófico dedicado a los integrantes del Ayuntamiento, está fechado el 25 de agosto con el seudónimo de «Yrsa», en el documento afirmó que «la representación nacional, la libertad e independencia de cualquiera otra nación son cosas casi idénticas».  Talamantes consideraba que el pueblo debería tener una representación nacional mediante un congreso y que la sociedad tenía el derecho a ser libre e independiente de cualquier otra nación, enumeró doce razones probables para justificar su tesis:  
1.  Cuando las colonias se bastan a sí mismas
2.  Cuando son iguales o más poderosas que sus metrópolis
3.  Cuando éstas pueden difícilmente gobernarlas
4.  Cuando el gobierno de la metrópoli es incompatible con el bien general de la colonia
5.  Cuando aquella oprime a esta
6.  Cuando la metrópoli ha adoptado otra organización política
7.  Cuando las primeras provincias que forman el cuerpo principal de la metrópoli se hacen entre sí independientes
8.  Cuando la metrópoli se somete voluntariamente a una dominación extranjera
9.  Cuando la metrópoli es subyugada por otra nación
10. Cuando la metrópoli muda de religión
11. Cuando amenaza a la metrópoli un cambio del sistema religioso
12. Cuando la separación es exigida por el "clamor general de los habitantes de la colonia
III.- Advertencias reservadas a los habitantes de la Nueva España, en este documento aseguró que debido a que se aproximaba el tiempo de la independencia del reino de la Nueva España, el Congreso que se formara, debería sostenerse sin dificultad y sin derramamiento de sangre.
IV.- Apuntes para el plan de independencia los cuales constan de trece puntos: Nombrar al virrey capitán general y confirmar en sus empleos a todos los demás. Proveer todas las vacantes civiles y eclesiásticas. Trasladar a la capital los caudales del erario y arreglar su administración. Convocar un concilio provincial, para acordar los medios de suplir en territorio propio lo que esta reservado al Papa. Suspender al Tribunal de la Inquisición la autoridad civil, dejándole sólo la espiritual, y esta con sujeción al metropolitano. Erigir un tribunal de revisión de la correspondencia en Europa, para que la reconociese toda, entregando a los particulares las cartas en que no encontrase reparo, y reteniendo a las demás. Conocer y determinar los recursos que las leyes reservan a su majestad. Extinguir todos los mayorazgos, vínculos, capellanías y cualquiera otra pensión perteneciente a individuos en Europa, incluso el Estado y marquesado del valle. Declarar terminados todos los créditos activos y pasivos de la metrópoli, con esta parte de las Américas. Extinguir la consolidación, arbitrar medios de indemnizar a los perjudicados y restituir las cosas a su estado primitivo. Extinguir todos los subsidios y contribuciones eclesiásticas, excepto la de la mediaannata y dos novenos. Arreglar los ramos de comercio, minería, agricultura e industria, quitándoles las trabas. Nombrar embajador que pasase a los Estados Unidos a tratar una alianza y pedir auxilio. Procedido en consecuencia, debía reservarse para la última sesión del Congreso Americano, el tratar la sucesión de la corona de España y de las Indias, no decidiéndose con prisa pues era un tema delicado.En caso de resolverse este punto, el Congreso de Nueva España declararía al soberano legítimo de España y de las Indias.

## Juicio y muerte
El juicio de Talamantes comenzó el 26 de septiembre de 1808 y terminó el 8 de marzo de 1809, tras el análisis de todos los manuscritos, fue sentenciado culpable. De acuerdo al Código Carolino se integró un tribunal mixto, el oidor Ciriaco González Carvajal fue el juez por lo civil y el entonces vicario general doctor Pedro de Fonte fungió como juez eclesiástico. El 22 de marzo estableció que el reo era un «religioso discolo, insubordinado y escandaloso; omiso en desempeñar la comisión que se le dio con auxilios de los que ha abusado; turbado de la quietud pública con sus producciones escritas y diligencias que practicó para divulgarlas, y fecundo en subterfugios para cubrir con ellos la enormidad y castigo de sus delitos». Desde su captura hasta el 10 de abril, estuvo en un socucho de las cárceles de la Inquisición, el día 11 fue enviado a San Juan de Ulúa, se le encerró en una de las tinajas y se le colocaron grilletes. Debería ser embarcado posteriormente a España y puesto a disposición de la Junta Suprema Central, la cual se había constituido pocos días después del golpe de Estado. Sin embargo, el fraile enfermó de fiebre amarilla y murió el 9 de mayo de 1809, Su cuerpo fue sepultado en el cementerio de la Puntilla.